# سامانیان
سامانیان که با نام امارت سامانی نیز شناخته می‌شود، دودمانی از امیران ایرانی‌تبار و سنی مذهب بودند که از سال ۸۱۹ تا ۹۹۹ میلادی، حدود دو قرن بر بخش‌های بزرگی از فرارود با تأیید و مهر خلفای عباسی حکومت کردند. مرکز این حکومت در خراسان بزرگ و فرارود بود و در بزرگ‌ترین گسترهٔ خود در زمان اسماعیل یکم سامانی، بر تمام افغانستان کنونی و بخش‌های وسیعی از کشورهای تاجیکستان، ایران، ترکمنستان، ازبکستان، قرقیزستان، قزاقستان و پاکستان کنونی فرمان می‌راند.
امارت سامانی توسط چهار برادر با نام‌های: نوح، احمد، یحیی و الیاس بنیان گذاشته شد. هر کدام از آن‌ها بخشی از سرزمین‌های خراسان را زیر کنترل خود داشتند و به‌عنوان دست‌نشاندگان خلافت عباسی حکومت می‌کردند. سرانجام در سال ۸۹۲ میلادی، اسماعیل یکم سامانی پس از آن‌که صفاریان (بعد از سرنگون کردن طاهریان) به فرارود و قلمروی سامانیان تاختند، پس از شکست دادن عمرولیث صفاری، برادر یعقوب لیث، سر وی را تقدیم خلیفه کرد و تمام منطقه زیر فرمان طاهریان و صفاریان به همراه مناطق تحت حکمرانی سامانیان را به فرمان خلیفه به یک دولت یکپارچه تبدیل کرد. صفاریان تنها حکومتی بودند که با مهر و زمامداری و دستور خلیفه روی کار نیامده بودند و در اصل قسمتی از قلمروی عباسیان را در ایران به زور شمشیر پس‌گرفته بودند. تحولات خراسان شرایط را به گونه‌ای رقم زد که این منطقه تحت فرمان اسماعیل درآمد و بدین ترتیب، گرچه سامانیان به‌طور قانونی حاکمیت خلیفه را به رسمیت می‌شناختند، اما عملاً به یک دولت مستقل تبدیل شدند.
دولت سامانی بخشی از میان‌دوره ایرانی بود که منجر به پیدایش دوباره فرهنگ ایرانی و زبان پارسی شد. در این دوران، هویت ایرانی بازسازی شد و با هویت اسلامی سازگار گردید. سامانیان به دانش و هنر علاقه زیادی نشان دادند که این مسئله در نهایت منجر به برآمدن شاعران و دانشمندانی چون رودکی، فردوسی و ابن سینا شد. در همین دوران، بخارا پایتخت سامانیان به شکل رقیبی برای بغداد درآمد و از نظر شکوه تنه به تنه پایتخت عباسیان می‌زد.

## پیشینه و تبار
سامانیان نسب خود را به سامان خدا می‌رساندند او یک دهقان (زمین‌دار) ایرانی‌تبار بود که در خراسان بزرگ (بلخ) زندگی می‌کرد. برخی معتقداند که این نام یک لقب است (مانند بخار خدا) و نه یک اسم. خاستگاه دقیق سامانیان مشخص نیست؛ با این حال تواریخ نوشته شده به فارسی و عربی در قرون میانه، روستایی در نزدیکی سمرقند یا بلخ را به‌عنوان محل زندگی سامان خدا نام می‌برند. در نخستین نوشته‌هایی که به سامانیان اشاره دارند آنان را از اهالی خراسان معرفی می‌کنند. برخی منابع از ادعای سامانیان مبنی بر اینکه نسب آنان به خاندان مهران می‌رسد، سخن گفته‌اند. در ظفرنامه مستوفی نیز چنین آمده است:
| یکی مرد بُد بخرد و نامور       |  | ز بهرام چوبینه بودش کمر     |
| که سامان بُدش نام و فرزانه بود |  | ز مردی در آن دور افسانه بود |

سن مارتن نیز آن‌ها را از نوادگان اشکانیان دانسته. در منابع دیگری آمده که امیران سامانی خود را وارثان شاهنشاهان ساسانی می‌دانستند. به هر صورت، می‌دانیم که سامان خدا در زمان امارت اسد بن عبدالله القصری، امیر عرب خلافت در خراسان زندگی می‌کرد و توانست روابط خوبی با وی برقرار کند. او ابتدا یک زرتشتی بود و بعدها چون اسلام آورد و به افتخار اسد بن عبدالله، نام فرزند خود را اسد گذاشت. برخی از افسانه‌های قرون میانه از این می‌گویند که سامان خدا کسی بود که نسلش به اسپهبدان باستان خراسان می‌رسید و در زمان پدرش حکومت خاندان‌شان از دست رفت، در جوانی یک شتربان بوده و با شنیدن بیت:
| مهتری گر به کار شیر دَرَست |  | شو خطر کن ز کام شیر بجوی |

از حنظله بادغیسی شاعر خراسانی، رجولیت در او به حرکت افتاد و به عیاری مشغول شد و بعد از اندک مدتی توانست بر شهر اشناس مستولی شود. در برخی از منابع، از نقش سامان خدا در قیام سیاه‌جامگان و ابومسلم خراسانی نیز سخن به میان آمده است.

## شکل‌گیری امارت
پس از مرگ سامان خدا، پسرش اسد جای او را گرفت. دربارهٔ اسد بن سامان نیز چیز زیادی نمی‌دانیم؛ اما با توجه به رابطه نزدیک او با امیران خراسان، به ویژه علی بن عیسی بن ماهان، چنین برداشت می‌شود که در قیام ابومسلم شرکت جسته باشد. نرشخی، تاریخ‌نگار ایرانی، او را هم‌دوره با هارون‌الرشید می‌داند و همچنین می‌نویسد که مأمون شخصاً نامه‌ای برای اسد نوشت و از او برای سرکوب شورش رافع بن لیث یاری طلبید. بعدها، مأمون، وی را به مرو دعوت کرد و اسد بن سامان نیز به درگاه خلیفه رفت. اسد اندکی بعد همان‌جا درگذشت.

### فرزندان اسد
اسد بن سامان چهار پسر داشت که نام‌های آنان در ظفرنامه نیز آمده است:
| پسر داشت آن نامور چار تن     |  | همه سرور و مهتر انجمن      |
| چو نوح و چو یحیی و الیاس بود |  | دگر احمد آن میر با داد بود |
| — ظفرنامه مستوفی             |  |                            |

در دوران امارت ابن ماهان، شرایط خراسان آشفته شد و مردم بر او شوریدند. وضعیت ایران شرقی، هارون‌الرشید را نگران ساخت و او شخصاً راه خراسان در پیش گرفت و هرثمه بن اعین را مأمور رسیدگی به اوضاع کرد. هرثمه که ابن ماهان را مقصر نابسامانی به وجود آمده می‌دانست، وی را برکنار و دستگیر کرد. با این حال، در دفع شورش رافع که بر سمرقند چیره شده بود ناکام ماند. طبری می‌نویسد که مأمون به اسد نامه‌ای نوشت و از او خواست که به هرثمه یاری کنند و فرزندان امیر سامانی نیز رافع را راضی به صلح کردند و اوضاع آرام گردید. هارون اما پیش از رسیدن به منطقه، در طوس درگذشت. به گفته ابن اثیر، مأمون هم که در این سفر همراه پدرش بود، پس از رسیدن به خراسان امارت شهرهای مختلف را به فرزندان اسد بخشید و آنان را در درگاه خود گرامی داشت. نوح حاکم سمرقند شد، فرمانروایی فرغانه به احمد رسید، الیاس به حکومت هرات برگزیده شد و چاچ (تاشکند) هم به یحیی رسید و این‌گونه تاریخ امارت سامانی آغاز شد.

### روابط با طاهریان
با انتصاب طاهر به عنوان امیر طاهری خراسان، در وضعیت سامانیان تغییر چندانی ایجاد نشد و وی آنان را گرامی داشت و در سمت‌های گذشته ابقا نمود. نوح بن اسد به عنوان حاکم سمرقند، از سال ۸۱۹ تا پایان عمر خود (۸۴۱ یا ۸۴۲) بر این شهر حکومت کرد. دربارهٔ دوران او، می‌دانیم که دو سال پیش از مرگش شهر اسپیجاب را که پیمان خود با مسلمانان را شکسته بودند، مجدداً فتح کرد و دور آن شهر نیز دیواری کشید. از او به عنوان فاتح کاسان و اورشت، در آسیای میانه هم در منابع تاریخی یاد شده است. چیزی که هویداست، روابط نزدیک نوح با طاهریان است. روایت شده زمانی که معتصم به عبدالله بن طاهر دستور داد تا حسین بن افشین را دستگیر کند، عبدالله به نوح نامه نوشت که سپاهیانش را آماده کرده و به محض دیدن حسین، او را دستگیر کرده و ولایت او را به سرزمین‌های خود ضمیمه نماید. عبدالله سپس به حسین نامه نوشت و به او گفت که نوح از امارت سمرقند عزل شده و از این پس تو حاکم آنجایی. حسین بن افشین نیز با تعداد کمی سرباز به آنجا رفت و به سادگی توسط نوح دستگیر گردید و به درگاه عبدالله بن طاهر فرستاده شد. با مرگ نوح بن اسد، امارت او بین برادرانش، احمد و یحیی، تقسیم شد.
یحیی بن اسد، امیر چاچ (چاچکند یا تاشکند امروزی) و اسروشنه، تصویر روشنی از خود در تاریخ به یادگار نگذاشته است. دربارهٔ او آورده‌اند که: «بسیار ضابط بود و در دربار خود اقدامات بسیاری صورت داده بود.» وی از ۸۱۹ تا ۸۵۵ میلادی بر امارت خود حکومت کرد و همچنین در سه یا چهار سال آخر عمر، در کنار برادرش احمد، امیر سمرقند نیز بود. با این حال به نظر می‌رسد که پس از مرگ نوح، احمد به حاکم اصلی سمرقند تبدیل گشته است و یحیی از قدرت چندانی در آنجا برخوردار نبوده. با مرگ وی در سال ۸۵۵، احمد امارت او را ضمیمه قلمروی خود کرد.
احمد بن اسد که در تاریخ با نام احمد یکم نیز مشهور است، بیش از سایر برادران عمر کرد. دربارهٔ او نسبت به سایر فرزندان اسد اطلاعات بیشتری در دست است و او را زمینه‌ساز حکومت سامانیان بر خراسان می‌دانند. دربارهٔ احمد آمده که شریف و خوش‌رفتار بود و چنین پیداست که صلح و ثبات را در منطقه برقرار کرده است. او ابتدا حاکم فرغانه بود و در زمان مرگ و با توجه به ضمیمه‌کردن قلمروی برادران درگذشته‌اش، سمرقند، اسروشنه و چاچ را نیز در اختیار داشت و بدین ترتیب، تقریباً تمام فرارود را زیر یک پرچم واحد یکپارچه کرده بود.
از میان فرزندان اسد، تنها کسی که در این سوی جیحون به حکومت رسید، الیاس بود. به مانند سایر امرای نخستین سامانی، از او نیز اطلاعات زیادی در دست نیست. تنها آمده است که او از خود آبادی‌ها و آثار بسیاری در هرات باقی گذاشت. الیاس در ۸۵۶ میلادی درگذشت و فرزندش ابراهیم، به جای او به حاکمیت هرات رسید. ابراهیم همچنین توسط امیر خراسان، محمد بن طاهر، به فرماندهی سپاه خراسان منصوب شد و به فرمان او، با سپاهی به سمت سیستان و یعقوب لیث حرکت کرد. با این حال، وی در سال ۸۵۷ در نبرد پوشنگ برابر امیر صفاری شکست خورد و به نیشابور گریخت. هرچند این تلاش وی ناموفق بود و یعقوب وی را دستگیر کرد و به عنوان گروگان به سیستان فرستاد. پس از دستگیری ابراهیم، حکومت امرای سامانی بر هرات پایان یافت و از آن پس این شهر تحت کنترل مستقیم طاهریان قرار گرفت.

## حکومت مستقل
احمد در سال ۸۶۵ میلادی درگذشت و حکومت را بین فرزندانش، نصر و یعقوب تقسیم نمود که چاچ به یعقوب و سمرقند و فرغانه به نصر رسید. در همین زمان، تحرکات یعقوب لیث در سیستان و درگیری او با طاهریان، امارت طاهری را رو به زوال کشاند و این مسئله، عملاً سامانیان را مستقل کرد.

### نابودی حکومت طاهریان
از میان رفتن حکومت طاهریان و ضعف و ناتوانی تدریجی که از غلبه ترکان در دستگاه خلافت پدید آمد، سرزمین‌های خاوری خلافت را از نفوذ خلیفه و از امکان به کار بستن قدرت عملی او آزاد کرد. در چنین ایمنی و آسودگی که به‌ویژه دوری از بغداد آن را بی‌دغدغه‌تر هم می‌ساخت، سرزمین‌های فرارود که از عهد طاهریان یا پیش از آن به سامانیان واگذار شده بود، به رهبری فرماندهان این خاندان مرکز یک دولت قدرتمند شد و تمام خراسان و ری و مدتی هم جرجان (گرگان)، طبرستان و سیستان، از سوی خلیفه یا به حکم پیروزی و غلبه به قلمرو آن‌ها پیوست. با آن‌که پیروزی این خاندان بر گرگان، ری، طبرستان و سیستان همیشگی نبود و دوام چندانی نداشت، ولی خراسان و فرارود در بخش عمده دوره فرمانروایی آنها، از مداخله مستقیم کارگزاران خلیفه آزاد ماند و باقی‌مانده دنیای باستانی ایران در یک شکل اسلامی، در همه این سرزمین‌ها، حیات تازه‌ای یافت.

### نصر یکم، بنیان‌گذار حکومت سامانی
بنیان‌گذار حکومت مستقل سامانیان، نصر بن احمد بود. او فرصت ضعف طاهریان را غنیمت شمرد و برادرش اسماعیل را به حاکمیت بخارا فرستاد. بخارا که به دلیل نبردهای میان آفریغیان خوارزم و بخارخدایان در وضعیت نابسامانی قرار داشت، اسماعیل را به گرمی پذیرفت و او نیز ثبات را به شهر بازگرداند. گرچه اسماعیل حکومت بخارخدایان را منحل نکرد و آنان تا چند دهه بعد هم تحت لوای سامانیان به بخارا حکومت کردند.

یک نقشه از قلمرو دولت‌های اسلامی بعد از ضعف و تجزیه خلافت‌های اموی و عباسی؛ امارت سامانی با رنگ سبز پررنگ مشخص شده است.

شاهان سامانی با کوشش‌های خود توانستند آسایش و پیشرفت را در مرزهای شرقی ایران پدیدآورند؛ ولی البته همه آنان چنین نکردند و ثبات این سرزمین با کوشش‌هایی که توسط مرداویج زیاری برای بازگرداندن حکومت ایران به پیش از اسلام صورت گرفت و همچنین با افراط‌کاری‌های دینی شاهان و آسیب به مشروعیت سامانی لطمه خورد. مانند نصر دوم که در اواخر زندگی خود به مذهب اسماعیلی گروید و با این کار خود را با دستگاه خلافت درگیر کرد. در صورتی که این دستگاه در حقیقت تکیه‌گاه عمده این سلسله به‌شمار می‌رفت. با وجود این، حتی پیش از آن که نشانه سقوط سامانیان در نتیجه کشمکش‌های ایشان با خاندان‌های زمین‌دار و با نفوذ یعنی «دهقانان» و خاندان‌های مأموران رسمی پدیدار شود و نیز در نتیجه جنگ‌های درون خاندان خود ایشان و بالاخره با گسترش قدرت آل بویه در باختر و جنوب باختری ایران آشکار شود، تحولی در نوار باختری منطقه نفوذ ایشان به دست آمد که چهره جهان اسلامی را از سده پنجم هجری (یازدهم میلادی) به بعد کاملاً تغییر داد.

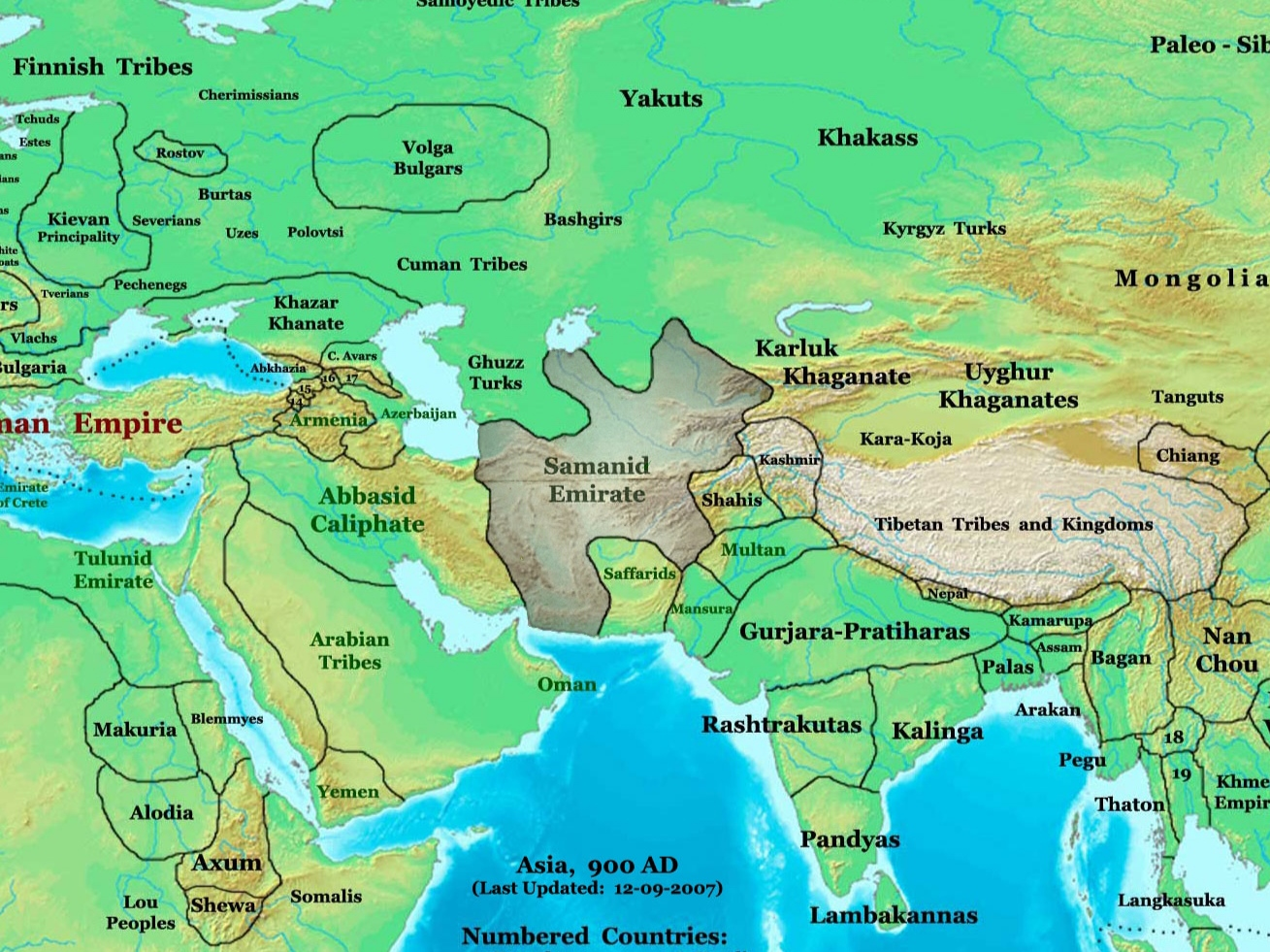
قلمرو سامانیان در سال ۹۰۰ میلادی.

مدت درازی مجاهدان مسلمان، بار جنگ‌های دفاعی خلافت را در مرزهای امپراتوری بیزانس بر دوش داشتند. بیزانسی‌ها تقریباً همه ساله با هجوم‌هایی که به «حمله‌های تابستانی» معروف شده بود در سرزمین‌های آل بویه پیشروی می‌کردند، ولی هیچ پیشرفت بزرگی برای مردم امپراتوری و مذهب ارتدکس به دست نمی‌آمد. در فرارود و کناره دره فرغانه نیز با همسایگان غیر مسلمان زد و خوردی صورت می‌گرفت؛ که از این میان تنها بهره عمده‌ای که در نبرد سامانیان با همسایگان‌شان نصیب ایشان شد، گرفتن طراز (تلاس) در ۲۸۰ ق/۸۹۳ م بود. آن همسایگان قراخانیان یا ایلیک‌خانیان بودند که بر ترکان قَرلُق فرمانروایی داشتند. حکومت ایشان پس از انقراض دومین فرمانروایی گوک‌ترک‌ها به وجود آمده بود که خیلی زود پاره‌پاره شد و به صورت دولت‌های کوچکی درآمد که روابط خود آنان نیز با یکدیگر خیلی دوستانه نبود. حکومت سامانیان در نهایت توسط همین قوم از میان رفت.

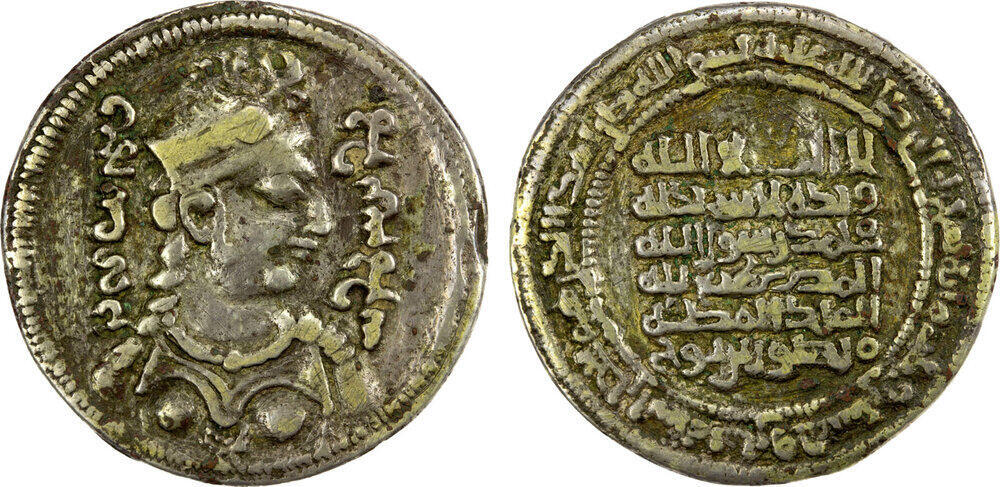
نشان سیمین منصور یکم، ضرب بخارا. روی نشان به فارسی میانه و خط پهلوی عبارت «خْوَرَّهْ اَپزوت شاهنشاه» به‌معنای «شاهنشاه فر افزود» نوشته‌شده، و پشت آن به زبان عربی و خط کوفی ثبت‌شده: «لا اله الا الله، وحده لا شریک له، محمد رسول‌الله، المطیع الله، الملک المظفر، منصور بن نوح.»»

مؤلف کتاب جغرافیایی حدود العالم که خود در خراسان و معاصر دولت سامانی بود، وضع آنجا را چنین توصیف کرده:
«پادشاهی خراسان در قدیم جدا بودی، و پادشاهی ماوراءالنهر جدا. اکنون هر دو یکی است و امیر خراسان در بخارا نشیند و از آن سامان است، از فرزندان بهرام (بهرام چوبینه) است و ایشان را مَلک مشرق خوانند، و اندر همه خراسان عمال او باشند، و اندر حدهای خراسان پادشاهان‌اند، و ایشان را ملوک اطراف خوانند.»

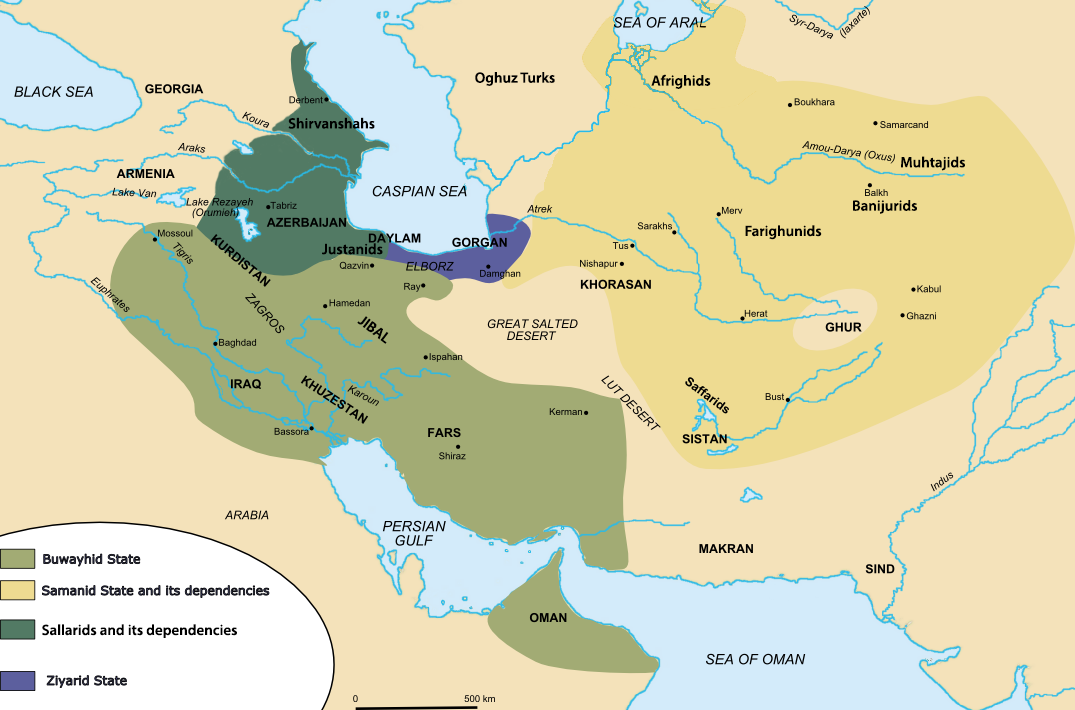
نقشهٔ ایران در سدهٔ دهم میلادی که در آن، چهار حکومت سامانیان، آل بویه، زیاریان و سلاریان ترسیم شده‌اند.

## فرهنگ و هنر در دوره سامانی

### فرهنگ
فرمانروایی سامانی بخشی از میان‌دوره ایرانی بود که به فرهنگ ایرانی و زبان پارسی جانی دوباره بخشید. در این دوران، هویت ایرانی بازسازی شد. شهرت آنها به خاطر انگیزه‌ای بود که به احساسات و دانش ملی ایرانی دادند. شاهان و شاهزادگان سامانی خردمند و با ملاحظه بودند. بیشتر وزرای دربار سامانیان اهل ادب و تحصیلات عالی بودند. معروف است که سامانیان از تجارت، علم و هنر حمایت می‌کردند. آنها به گسترش فرهنگ ایرانی و اسلامی در اعماق آسیای مرکزی کمک کردند و حتی با مناطق خاصی از اروپا تجارت کردند. از شاخص‌ترین دستاوردهای فرهنگی عصر سامانی می‌توان به آثار فردوسی شاعر، سکه‌های نقره سامانی و سبک‌های جدید در سرامیک اشاره کرد. سامانیان با حمایت از رودکی، بلعمی و دقیقی، فرهنگ ایرانی را احیا کردند. معماری اسلامی و فرهنگ اسلامی ایرانی توسط سامانیان به اعماق قلب آسیای میانه گسترش یافت.

### زبان و ادبیات
دوره سامانیان یکی از برجسته‌ترین دوره‌های تاریخی در دوران اسلامی ایران است. این دوره از دیدگاه‌های مختلف دوره‌ای انحصاری و مهم است در زمان سامانیان با حمایت سلسله ایرانی، زبان فارسی و ادبیات فارسی رونق گرفت و آثار فارسی رواج یافت. آن‌ها نخستین مراجعی بودند که برای نجات زبان فارسی از مرگ تدریجی رویکردی علمی و نظام مند اتخاذ کردند.دربار سامانیان از آغاز قرن چهارم هجری، مهم‌ترین نقش را در پیشرفت زبان فارسی ایفا کرد. این دیوان با حمایت سخنوران فارسی‌زبان، آنان را به خلق آثار منظوم و نثر فارسی تشویق کرد که به تدریج باعث شد که آن را به عنوان یک زبان علمی و ادبی مطرح کنند. شاید مهم‌ترین حوزه فعالیتی که از حمایت سامانیان بهره می‌برد، توسعه ادبیات جدید فارسی بود. شاعرانی که در آن زمان می‌زیستند، تا زمانی که از منافع سیاسی و مذهبی سامانیان حمایت می‌کردند، در واقع محترم‌ترین افراد جامعه بودند. کار شعر و شاعری و نویسندگی و پژوهش در زمینه‌های گوناگون رونقی تمام یافت و شاعران و نویسندگان دست به ایجاد بهترین و بزرگ‌ترین اثرهای ادبی و هنری زدند در همان زمان بود که فردوسی روایت پر زرق و برق خود را از شاهان ایرانی، شاهنامه آغاز کرد.

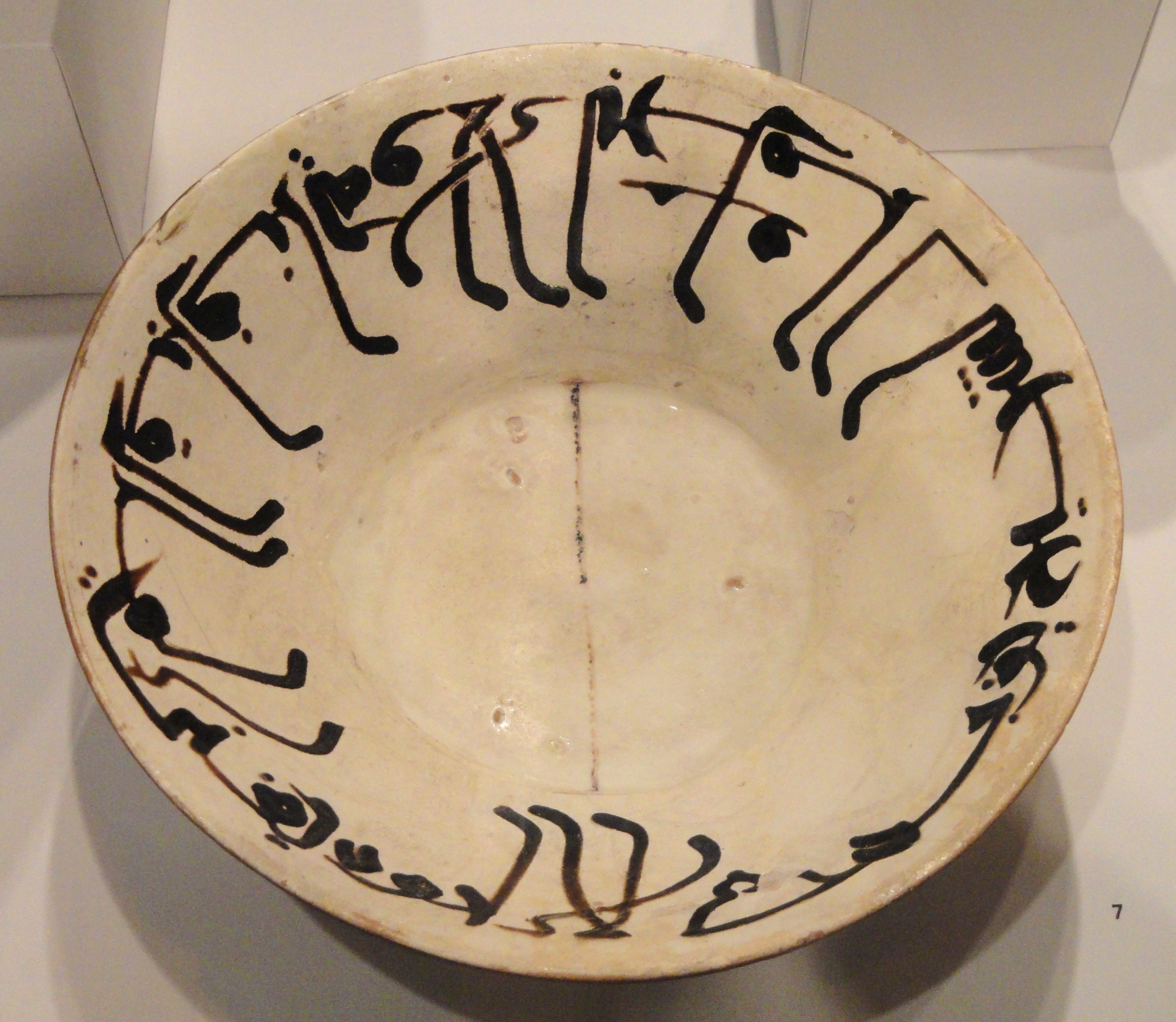

### هنر
دوره سامانی عصر درخشش فرهنگ و هنر ایران است و به همین جهت می‌توان از آن به عنوان دوره‌ای طلایی یاد کرد. علاوه بر ظهور متفکران و اندیشمندانی چون فارابی و ابوعلی سینا و اعتلای ادبیات در کلام بزرگانی چون فردوسی و رودکی، هنر نیز در این دوره خوش درخشید. جلوه‌های هنری متعددی در این عصر به اوج رسیدند که اگرچه نمونه‌هایی که از گزند حوادث ایام مصون مانده و به دست ما رسیده است به لحاظ کمیت اندک است، اما به لحاظ کیفیت تنوع و گستردگی هنری این عصر را به نمایش می‌گذارد. فرمانروایان سامانی از حامیان بزرگ هنر بودند و بخارا و سمرقند را در ماوراءالنهر به مراکز فرهنگی معروف تبدیل کردند. کامل‌ترین مستندات هنر سامانی را در سرامیک‌های آن می‌توان یافت. سفالگری یکی از کهن‌ترین هنرهایی است که از قدیم الایام تجلی باورها و اندیشه‌های ملل مختلف بوده است. سفال نیشابور در عصر سامانیان جایگاه ویژه‌ای دارد. این سفال‌ها به نوعی پیوند میان دو دوره از مهم‌ترین دوره‌های تاریخ هنر ایران، هنر پیش و پس از اسلام است و شامل طرح‌ها و تصاویر نمادینی است که نزدیک به آیین‌ها و آداب و رسوم ادیان پیش از اسلام در ایران است. اهمیت این سفال‌ها به دلیل وجود کتیبه‌های مختلف به خط کوفی و استفاده از پرندگان در خوشنویسی است. کتیبه‌ها شامل ضرب‌المثل‌هایی است که ویژگی‌های اخلاقی مانند بخشندگی، برنامه‌ریزی و خِرد را ستایش می‌کند.

## اوضاع اجتماعی
دوره سامانیان یکی از برجسته‌ترین دوره‌های تاریخی در دوران اسلامی ایران است. این دوره از جهات مختلفی همچون دستاوردهای علمی و فرهنگی، حکمرانی، اصول اجتماعی و اداری دوره ای انحصاری و مهم است.سامانیان، روابط اجتماعی را مدیریت می‌کردند که چگونه دوستی و صلح بین مردم برقرار کند. نظرات دشمنان خود را می‌شنیدند و به آنان احترام می‌گذاشتند و این عامل اصلی رفاه اجتماعی بود. و همچنین درجامعه دموکراسی وجود داشت.ثبات دولت باعث امنیت اجتماعی بالا بود و از این رو این فرصت برای بهبود وضعیت از هر نظر فراهم می‌شد.

## دیوان‌سالاری
یکی از ارکان اداری دولت سامانیان، دیوان‌سالاری موفق آن بود که به ۱۰ بخش تقسیم می‌شد. شرح آنها به ترتیب زیر است:
1. دیوان وزارت؛ دیوانی که در رأس تمامی دیوان‌ها قرار داشت و توسط وزیر اداره می‌شد و بر مابقی بخش‌ها نظارت می‌کرد.
2. دیوان خراج؛ امور مالی دولت سامانی را بررسی می‌کرد.
3. دیوان اشراف؛ وظیفه بازرسی در امور دیوانی را به عهده داشت که در هر ولایت هم نایبی داشت تا به کارهای مربوط به این دیوان رسیدگی کند.
4. دیوان رسائل؛ این دستگاه که به دیوان اسرار هم مشهور بود، وظیفه داشت فرمان‌های حکومتی و مکاتبات اداری را ثبت کند.
5. دیوان شرطه؛ شرطیان حافظ نظم و امنیت شهرها بودند و احکام تخلف در مرحلهٔ ابتدایی را اجرا می‌کردند.
6. دیوان قضا؛ دیوان شرطه و قضا با یکدیگر همکاری داشتند. این دیوان نیز وظیفهٔ حل و فصل منازعات بین مردم و رساندن حق به صاحب آن را داشت. تعیین این قضات به عهدهٔ قاضی‌القضات مستقر در پایتخت بود.
7. دیوان برید؛ وظیفه جمع‌آوری و گزارش اطلاعات را داشت و حافظ امنیت دولت بود.
8. دیوان حسبه؛ وظیفه‌ای دینی و اجتماعی و اقتصادی داشت و در زمینهٔ امر به معروف و نهی از منکر بر کار اصناف و بازاریان نظارت داشت.
9. دیوان سپاه؛ مسئول ثبت مشخصات و تعداد افراد هر فرمانده بود و همچنین وظیفه داشت مواجب آن‌ها را تعیین و سلاح و اسب آن‌ها را تأمین کند.
10. دیوان اوقاف؛ آّب و مملکه خاصه از دیگر دیوان‌های سامانی بودند.[۴۷]

## فهرست امیران سامانی
| ترتیب | شاه             | لقب             | آغاز پادشاهی (ه‍.ق) | پایان پادشاهی (ه‍.ق) | یادداشت |
| ----- | --------------- | --------------- | ----------------- | ------------------ | --- |
| ۱     | نصر یکم         | —               | ۲۵۰               | ۲۷۹                | او امارت سامانی را به یک دولت مستقل تبدیل کرد و حکومت سامانیان را بنیان گذاشت. |
| ۲     | اسماعیل یکم     | امیر ماضی       | ۲۷۹               | ۲۹۵                | مشهور به امیر اسماعیل، بزرگ‌ترین امیر سامانی بود که موفق شد صفاریان را شکست دهد و با فتح ترکستان، تمام سرزمین‌های فرارود و بخش‌های وسیعی از ایران، دولت سامانی را به یک امپراتوری تبدیل کرد. |
| ۳     | احمد بن اسماعیل | امیر شهید       | ۲۹۵               | ۳۰۱                | |
| ۴     | نصر بن احمد     | امیر سعید       | ۳۰۱               | ۳۳۱                | |
| ۵     | نوح بن نصر      | امیر حمید       | ۳۳۱               | ۳۴۳                | |
| ۶     | عبدالملک یکم    | امیر رشید       | ۳۴۳               | ۳۵۰                | |
| ۷     | منصور یکم       | امیر سدید       | ۳۵۰               | ۳۶۵                | |
| ۸     | نوح بن منصور    | امیر رضی        | ۳۶۵               | ۳۸۷                | در دوره او نهضت ترجمه سامانیان به اوج خود رسید. |
| ۹     | منصور دوم       | —               | ۳۸۷               | ۳۸۹                | پس مرگ پدرش نوح به دست فایق و بکتوزون به سلطنت نشست و تنها یک‌سال حکومت کرد. |
| ۱۰    | عبدالملک دوم    | امیر ابوالفوارس | ۳۸۹               | ۳۸۹                | پس از برکناری برادرش منصور به دست فایق و بکتوزون به سلطنت رسید و پس از فقط ۱۰ ماه حکومت، در حبس فوت کرد.                                                                                  |
| ۱۱    | اسماعیل دوم     | امیر مُنتَصِر      | ۳۸۹               | ۳۹۵                | آخرین بازمانده از امیران سامانی بود و برای بقای دولت سامانی تلاش‌های بسیاری کرد؛ اما توسط ایلک خان شکست خورد. سرانجام توسط عرب‌های بیابان‌نشین کشته شد و با مرگ او دولت سامانی از میان رفت.  |

## تبارنامه
|  |  |  |  |  |  |  |  |  |  |  |  |  |  |       |       |       |       |       |       |          |          | بهرام چوبینه |          |          |          |         |         |         |         |          |          |          |          |          |          |  |  |         |         |         |         |         |         |  |  |  |  |  |  |  |  |  |  |  |  |  |  |  |  |  |  |  |  |  |  |  |  |  |  |  |  |
|  |  |  |  |  |  |  |  |  |  |  |  |  |  |       |       |       |       |       |       |          |          |              |          |          |          |         |         |         |         |          |          |          |          |          |          |  |  |         |         |         |         |         |         |  |  |  |  |  |  |  |  |  |  |  |  |  |  |  |  |  |  |  |  |  |  |  |  |  |  |  |  |
|  |  |  |  |  |  |  |  |  |  |  |  |  |  |       |       |       |       |       |       |          |          |              |          |          |          |         |         |         |         |          |          |          |          |          |          |  |  |         |         |         |         |         |         |  |  |  |  |  |  |  |  |  |  |  |  |  |  |  |  |  |  |  |  |  |  |  |  |  |  |  |  |
|  |  |  |  |  |  |  |  |  |  |  |  |  |  | شاپور | شاپور | شاپور | شاپور | شاپور | شاپور |          |          | مهران        | مهران    | مهران    | مهران    | مهران   | مهران   |         |         | نوش رد   | نوش رد   | نوش رد   | نوش رد   | نوش رد   | نوش رد   |  |  |         |         |         |         |         |         |  |  |  |  |  |  |  |  |  |  |  |  |  |  |  |  |  |  |  |  |  |  |  |  |  |  |  |  |
|  |  |  |  |  |  |  |  |  |  |  |  |  |  | شاپور | شاپور | شاپور | شاپور | شاپور | شاپور |          |          | مهران        | مهران    | مهران    | مهران    | مهران   | مهران   |         |         | نوش رد   | نوش رد   | نوش رد   | نوش رد   | نوش رد   | نوش رد   |  |  |         |         |         |         |         |         |  |  |  |  |  |  |  |  |  |  |  |  |  |  |  |  |  |  |  |  |  |  |  |  |  |  |  |  |
|  |  |  |  |  |  |  |  |  |  |  |  |  |  |       |       |       |       |       |       |          |          | تغماط        | تغماط    | تغماط    | تغماط    | تغماط   | تغماط   |         |         | سیاوش    | سیاوش    | سیاوش    | سیاوش    | سیاوش    | سیاوش    |  |  |         |         |         |         |         |         |  |  |  |  |  |  |  |  |  |  |  |  |  |  |  |  |  |  |  |  |  |  |  |  |  |  |  |  |
|  |  |  |  |  |  |  |  |  |  |  |  |  |  |       |       |       |       |       |       |          |          | تغماط        | تغماط    | تغماط    | تغماط    | تغماط   | تغماط   |         |         | سیاوش    | سیاوش    | سیاوش    | سیاوش    | سیاوش    | سیاوش    |  |  |         |         |         |         |         |         |  |  |  |  |  |  |  |  |  |  |  |  |  |  |  |  |  |  |  |  |  |  |  |  |  |  |  |  |
|  |  |  |  |  |  |  |  |  |  |  |  |  |  |       |       |       |       |       |       |          |          | جتمان        |          |          |          |         |         |         |         |          |          |          |          |          |          |  |  |         |         |         |         |         |         |  |  |  |  |  |  |  |  |  |  |  |  |  |  |  |  |  |  |  |  |  |  |  |  |  |  |  |  |
|  |  |  |  |  |  |  |  |  |  |  |  |  |  |       |       |       |       |       |       |          |          |              |          |          |          |         |         |         |         |          |          |          |          |          |          |  |  |         |         |         |         |         |         |  |  |  |  |  |  |  |  |  |  |  |  |  |  |  |  |  |  |  |  |  |  |  |  |  |  |  |  |
|  |  |  |  |  |  |  |  |  |  |  |  |  |  |       |       |       |       |       |       |          |          | سامان خدا    |          |          |          |         |         |         |         |          |          |          |          |          |          |  |  |         |         |         |         |         |         |  |  |  |  |  |  |  |  |  |  |  |  |  |  |  |  |  |  |  |  |  |  |  |  |  |  |  |  |
|  |  |  |  |  |  |  |  |  |  |  |  |  |  |       |       |       |       |       |       |          |          |              |          |          |          |         |         |         |         |          |          |          |          |          |          |  |  |         |         |         |         |         |         |  |  |  |  |  |  |  |  |  |  |  |  |  |  |  |  |  |  |  |  |  |  |  |  |  |  |  |  |
|  |  |  |  |  |  |  |  |  |  |  |  |  |  |       |       |       |       |       |       |          |          | اسد          |          |          |          |         |         |         |         |          |          |          |          |          |          |  |  |         |         |         |         |         |         |  |  |  |  |  |  |  |  |  |  |  |  |  |  |  |  |  |  |  |  |  |  |  |  |  |  |  |  |
|  |  |  |  |  |  |  |  |  |  |  |  |  |  |       |       |       |       |       |       |          |          |              |          |          |          |         |         |         |         |          |          |          |          |          |          |  |  |         |         |         |         |         |         |  |  |  |  |  |  |  |  |  |  |  |  |  |  |  |  |  |  |  |  |  |  |  |  |  |  |  |  |
|  |  |  |  |  |  |  |  |  |  |  |  |  |  |       |       |       |       |       |       |          |          |              |          |          |          |         |         |         |         |          |          |          |          |          |          |  |  |         |         |         |         |         |         |  |  |  |  |  |  |  |  |  |  |  |  |  |  |  |  |  |  |  |  |  |  |  |  |  |  |  |  |
|  |  |  |  |  |  |  |  |  |  |  |  |  |  | الیاس | الیاس | الیاس | الیاس | الیاس | الیاس |          |          | احمد         | احمد     | احمد     | احمد     | احمد    | احمد    |         |         | یحیی     | یحیی     | یحیی     | یحیی     | یحیی     | یحیی     |  |  | نوح     | نوح     | نوح     | نوح     | نوح     | نوح     |  |  |  |  |  |  |  |  |  |  |  |  |  |  |  |  |  |  |  |  |  |  |  |  |  |  |  |  |
|  |  |  |  |  |  |  |  |  |  |  |  |  |  | الیاس | الیاس | الیاس | الیاس | الیاس | الیاس |          |          | احمد         | احمد     | احمد     | احمد     | احمد    | احمد    |         |         | یحیی     | یحیی     | یحیی     | یحیی     | یحیی     | یحیی     |  |  | نوح     | نوح     | نوح     | نوح     | نوح     | نوح     |  |  |  |  |  |  |  |  |  |  |  |  |  |  |  |  |  |  |  |  |  |  |  |  |  |  |  |  |
|  |  |  |  |  |  |  |  |  |  |  |  |  |  |       |       |       |       |       |       |          |          |              |          |          |          |         |         |         |         |          |          |          |          |          |          |  |  |         |         |         |         |         |         |  |  |  |  |  |  |  |  |  |  |  |  |  |  |  |  |  |  |  |  |  |  |  |  |  |  |  |  |
|  |  |  |  |  |  |  |  |  |  |  |  |  |  |       |       |       |       | نصر   | نصر   | نصر      | نصر      | نصر          | نصر      |          |          | اسماعیل | اسماعیل | اسماعیل | اسماعیل | اسماعیل  | اسماعیل  |          |          |          |          |  |  |         |         |         |         |         |         |  |  |  |  |  |  |  |  |  |  |  |  |  |  |  |  |  |  |  |  |  |  |  |  |  |  |  |  |
|  |  |  |  |  |  |  |  |  |  |  |  |  |  |       |       |       |       | نصر   | نصر   | نصر      | نصر      | نصر          | نصر      |          |          | اسماعیل | اسماعیل | اسماعیل | اسماعیل | اسماعیل  | اسماعیل  |          |          |          |          |  |  |         |         |         |         |         |         |  |  |  |  |  |  |  |  |  |  |  |  |  |  |  |  |  |  |  |  |  |  |  |  |  |  |  |  |
|  |  |  |  |  |  |  |  |  |  |  |  |  |  |       |       |       |       |       |       |          |          |              |          |          |          | احمد    |         |         |         |          |          |          |          |          |          |  |  |         |         |         |         |         |         |  |  |  |  |  |  |  |  |  |  |  |  |  |  |  |  |  |  |  |  |  |  |  |  |  |  |  |  |
|  |  |  |  |  |  |  |  |  |  |  |  |  |  |       |       |       |       |       |       |          |          |              |          |          |          |         |         |         |         |          |          |          |          |          |          |  |  |         |         |         |         |         |         |  |  |  |  |  |  |  |  |  |  |  |  |  |  |  |  |  |  |  |  |  |  |  |  |  |  |  |  |
|  |  |  |  |  |  |  |  |  |  |  |  |  |  |       |       |       |       |       |       |          |          |              |          |          |          | نصر     |         |         |         |          |          |          |          |          |          |  |  |         |         |         |         |         |         |  |  |  |  |  |  |  |  |  |  |  |  |  |  |  |  |  |  |  |  |  |  |  |  |  |  |  |  |
|  |  |  |  |  |  |  |  |  |  |  |  |  |  |       |       |       |       |       |       |          |          |              |          |          |          |         |         |         |         |          |          |          |          |          |          |  |  |         |         |         |         |         |         |  |  |  |  |  |  |  |  |  |  |  |  |  |  |  |  |  |  |  |  |  |  |  |  |  |  |  |  |
|  |  |  |  |  |  |  |  |  |  |  |  |  |  |       |       |       |       |       |       |          |          |              |          |          |          | نوح     |         |         |         |          |          |          |          |          |          |  |  |         |         |         |         |         |         |  |  |  |  |  |  |  |  |  |  |  |  |  |  |  |  |  |  |  |  |  |  |  |  |  |  |  |  |
|  |  |  |  |  |  |  |  |  |  |  |  |  |  |       |       |       |       |       |       |          |          |              |          |          |          |         |         |         |         |          |          |          |          |          |          |  |  |         |         |         |         |         |         |  |  |  |  |  |  |  |  |  |  |  |  |  |  |  |  |  |  |  |  |  |  |  |  |  |  |  |  |
|  |  |  |  |  |  |  |  |  |  |  |  |  |  |       |       |       |       |       |       |          |          |              |          |          |          |         |         |         |         |          |          |          |          |          |          |  |  |         |         |         |         |         |         |  |  |  |  |  |  |  |  |  |  |  |  |  |  |  |  |  |  |  |  |  |  |  |  |  |  |  |  |
|  |  |  |  |  |  |  |  |  |  |  |  |  |  |       |       |       |       |       |       | عبدالملک | عبدالملک | عبدالملک     | عبدالملک | عبدالملک | عبدالملک |         |         |         |         | منصور    | منصور    | منصور    | منصور    | منصور    | منصور    |  |  |         |         |         |         |         |         |  |  |  |  |  |  |  |  |  |  |  |  |  |  |  |  |  |  |  |  |  |  |  |  |  |  |  |  |
|  |  |  |  |  |  |  |  |  |  |  |  |  |  |       |       |       |       |       |       | عبدالملک | عبدالملک | عبدالملک     | عبدالملک | عبدالملک | عبدالملک |         |         |         |         | منصور    | منصور    | منصور    | منصور    | منصور    | منصور    |  |  |         |         |         |         |         |         |  |  |  |  |  |  |  |  |  |  |  |  |  |  |  |  |  |  |  |  |  |  |  |  |  |  |  |  |
|  |  |  |  |  |  |  |  |  |  |  |  |  |  |       |       |       |       |       |       |          |          |              |          |          |          |         |         |         |         | نوح      |          |          |          |          |          |  |  |         |         |         |         |         |         |  |  |  |  |  |  |  |  |  |  |  |  |  |  |  |  |  |  |  |  |  |  |  |  |  |  |  |  |
|  |  |  |  |  |  |  |  |  |  |  |  |  |  |       |       |       |       |       |       |          |          |              |          |          |          |         |         |         |         |          |          |          |          |          |          |  |  |         |         |         |         |         |         |  |  |  |  |  |  |  |  |  |  |  |  |  |  |  |  |  |  |  |  |  |  |  |  |  |  |  |  |
|  |  |  |  |  |  |  |  |  |  |  |  |  |  |       |       |       |       |       |       |          |          |              |          |          |          |         |         |         |         |          |          |          |          |          |          |  |  |         |         |         |         |         |         |  |  |  |  |  |  |  |  |  |  |  |  |  |  |  |  |  |  |  |  |  |  |  |  |  |  |  |  |
|  |  |  |  |  |  |  |  |  |  |  |  |  |  |       |       |       |       |       |       |          |          | منصور        | منصور    | منصور    | منصور    | منصور   | منصور   |         |         | عبدالملک | عبدالملک | عبدالملک | عبدالملک | عبدالملک | عبدالملک |  |  | اسماعیل | اسماعیل | اسماعیل | اسماعیل | اسماعیل | اسماعیل |  |  |  |  |  |  |  |  |  |  |  |  |  |  |  |  |  |  |  |  |  |  |  |  |  |  |  |  |

## میراث
سامانیان این امکان را فراهم آوردند تا شاعران بزرگی همچون رودکی (وفات در ۳۲۹ ق/۹۴۰–۹۴۱ م) و دقیقی (حدود ۳۲۵–۷۰ ق/۹۳۵–۸۰ م) از نخستین کسانی باشند که با گونه‌ای از زبان ملی خود که از تکمیل و آمیختن لهجه‌های محلی گوناگون فراهم آمده بود مطلب بنویسند. این زبان در دربار سامانیان پذیرفته شد و سرانجام به عنوان زبان فارسی نو گسترش پیدا کرد که با اندکی تغییرات آوایی تا امروز بر جای مانده است. در ابتدا فارسی نو با خط عربی نوشته شد و رفته رفته، واژه‌های عربی بیشتری به آن راه یافت.